# Филатово (Харьковская область)
Филатово (укр. Філатове) — село,
Забродовский сельский совет,
Богодуховский район,
Харьковская область, Украина.
Код КОАТУУ — 6320882505. Население по переписи 2001 г. составляет 81 (31/50 м/ж) человек.

## Географическое положение
Село Филатово находится на левом берегу реки Мерла. Ниже по течению расположено село Заброды, выше по течению — село Мерло, на противоположном берегу расположены сёла Песочин и Шигимагино.

## История
- 1663 — дата основания.